# Bewerley
Bewerley – wieś w Anglii, w hrabstwie North Yorkshire, w dystrykcie (unitary authority) North Yorkshire. Leży 47 km na zachód od miasta York i 306 km na północ od Londynu.